# لولو سانتوس
لولو سانتوس (بالبرتغالية: Lulu Santos‏) هو مغني ومنتج أسطوانات وعازف قيثارة وملحن وممثل برازيلي، ولد في 4 مايو 1953 بريو دي جانيرو في البرازيل.

## وصلات خارجية
- لولو سانتوس على موقع IMDb (الإنجليزية)
- لولو سانتوس على موقع ميوزك برينز (الإنجليزية)
- لولو سانتوس على موقع ديسكوغز (الإنجليزية)
- لولو سانتوس على موقع قاعدة بيانات الفيلم (الإنجليزية)